# Robert Grosseteste
Robert Grosseteste (norm. Robert Velika Glava, oko 1168. – 8. ili 9. listopada 1253.), poznat i kao Robert Velikoglavi i Robert lincolnski (lat. Robertus Lincolniensis), negdje i Rupert lincolnski (lat. Rubertus Lincolniensis), engleski skolastički filozof, teolog, prevoditelj, znanstvenik, kancelar Oxfordskog sveučilišta i lincolnski biskup te jedan od najistaknutijih erudita predrenesanse. Smatra se prvim znanstvenikom koji je zabilježio potpuni slijed koraka pri provođenju pokusa. Premda se smatralo da je umro na glasu svetosti, kanonizacijski postupak u njegovu slučaju nikada nije pokrenut.

## Vanjske poveznice
- Katolička enciklopedija (The Catholic Encyclopedia), sv. VII,  New York: Robert Appleton Co., 1910.
- Britanska enciklopedija (Encyclopaedia Britannica)